# Wilhelm Graff
Wilhelm Graff (* vor 1867 in Braunschweig; † nach 1874 ebenda) war ein deutscher Buchhändler und Verleger.

## Leben
Wilhelm Graff eröffnete am 10. April des Jahres 1867 eine Antiquariatsbuchhandlung Wilhelm Graff in der Kannengießerstraße 16 in Braunschweig und gab dies mit folgendem Anzeigentext bekannt.

„Hiermit beehre ich mich, Ihnen die ergebene Mittheilung zu machen, daß ich nach erlangter Concession am hiesigen Platze, meiner Vaterstadt, eine Antiquariats-Buchhandlung unter meinem Namen Wilhelm Graff eröffnen werde.“

Wilhelm Graff hatte vor diesem Zeitpunkt weite Reisen unternommen, daher trug er eine große Sehnsucht nach fernen Ländern und Kulturen in sich. Dieses schlug sich im Sortiment der neuen Buchhandlung nieder, so dass vor allem Wörter-, Schulbücher und Atlanten zur Auswahl standen. Diese Werke, die er den Lehranstalten in Braunschweig anbot, zeichneten sich durch besonders hochwertige Qualität und Haltbarkeit aus.

### Graff & Müller

Buchhandlung A. Graff – Inhaber Paul Graff

Im Jahre 1868 fand Wilhelm Graff in Theodor Müller einen Teilhaber, woraufhin der Name der Buchhandlung im „Graff & Müller“ geändert wurde. Das neue Unternehmen entwickelte sich schnell zu einer Sortiments- und Kunstbuchhandlung und betätigte sich ebenfalls als Verlag, z. B. der Novellen von Wolfgang Robert Griepenkerl (1868). Die Schrift Der Braunschweiger Ausschuss der socialdemokratischen Arbeiterpartei in Lötzen und vor dem Gericht des Sozialdemokraten Wilhelm Bracke erschien im Jahr 1872 ebenfalls dort in Kommission. Als Theodor Müller bald darauf in den Genuss einer Erbschaft kam, zog er sich aus dem Geschäft zurück.
Daraufhin brachte im Jahre 1874 Agnes Graff, geborene Gollmart, ihr Vermögen ein und übernahm die Leitung des Unternehmens. Dies führte zu einem Umzug in die Neue Straße 23, weil dort größere Räumlichkeiten zur Verfügung standen. Der Firmenname, vorerst noch Graff & Müller, wurde später in A. Graff geändert.
Der Gesundheitszustand Wilhelm Graffs verschlechterte sich zusehends. Daher wurde nach einem neuen Kompagnon oder Nachfolger gesucht. Adolf Just, der eine Ausbildung zum Gehilfen in dem Unternehmen machte, schien ein geeigneter Partner zu sein; er erwies sich als fähiger Geschäftsmann. Des Weiteren wurde Paul Graff zu dieser Zeit von der Schule genommen. Er hatte bis dahin das Martino-Katharineum besucht und begann stattdessen eine Ausbildung zum Buchhändler. Als im Jahre 1896 Adolf Just ebenfalls erkrankte, übernahm Paul Graff, im Alter von 26 Jahren, die Geschäftsleitung.
Unter der Bezeichnung A. Graff war das Unternehmen bis 1990 tätig, danach wurde es in Buchhandlung Graff umbenannt und wird seither von den Brüdern Thomas und Joachim Wrensch geleitet.